# Ardaña
Ardaña (llamada oficialmente Santa María de Ardaña) es una parroquia española del municipio de Carballo, en la provincia de La Coruña, Galicia.

## Entidades de población
Entidades de población que forman parte de la parroquia:
- Barreiro (O Barreiro)
- Carracedo
- Castro
- Cesta (A Cesta)
- Estévez (Esteves)
- Gontad (Gontade)
- La Iglesia (A Igrexa)
- Noví
- Pifaina (A Pifaina)
- Quintáns
- San Lois
- San Mamed (San Mamede)
- Santa María
- Vivente

## Despoblado
- Barís

## Demografía
| Gráfica de evolución demográfica de Ardaña entre 2000 y 2022 |
|                                                              |
| Datos según el nomenclátor publicado por el INE.             |